# ويليام بورنس (سياسي)
ويليام بورنس (بالإنجليزية: William Burns)‏ هو سياسي أسترالي، ولد في 22 أكتوبر 1933 في أيرلندا الشمالية في المملكة المتحدة، وتوفي في 16 مارس 2009. حزبياً، نشط في الحزب الليبرالي الأسترالي. وقد انتخب عضو مجلس النواب الأسترالي عن دائرة Division of Isaacs ‏ (10 ديسمبر 1977 – 18 أكتوبر 1980).